# 2559 Svoboda
A 2559 Svoboda (ideiglenes jelöléssel 1981 UH) a Naprendszer kisbolygóövében található aszteroida. Antonín Mrkos fedezte fel 1981. október 23-án.